# Código ATC G
Secção da lista de códigos ATC.

## G: Aparelho genito-urinário e hormonas sexuais
| G01 | Anti-infecciosos e anti-sépticos ginecológicos                                   |
|     | G01A Anti-infecciosos e anti-sépticos,excluindo associações com corticosteróides |
|     | G01B Anti-infecciosos e anti-sépticos em associação com corticosteróides         |
| G02 | Outros preparados ginecológicos                                                  |
|     | G02A Oxitócicos                                                                  |
|     | G02B Contraceptivos para uso tópico                                              |
|     | G02C Outros preparados ginecológicos                                             |
| G03 | Hormonas sexuais e moduladores do sistema genital                                |
|     | G03A Contraceptivos hormonais para uso sistémico                                 |
|     | G03B Androgénios                                                                 |
|     | G03C Estrogénios                                                                 |
|     | G03D Progestagénios                                                              |
|     | G03F Progestagénios e estrogénios em associação                                  |
|     | G03G Gonadotrofinas e outros estimulantes da ovulação                            |
|     | G03H Antiandrogénios                                                             |
|     | G03X Outra hormonas sexuais e moduladores do sistema genital                     |
| G04 | Medicamentos urológicos                                                          |
|     | G04A Anti-sépticos e anti-infecciosos urinários                                  |
|     | G04B Outros medicamentos urulógicos incluindo antiespasmódicos                   |
|     | G04C Medicamentos usados na hipertrofia benigna da próstata                      |